# علي الشريف
علي الشريف (3 يناير 1934 - 11 فبراير 1987)، ممثل مصري.

## عن حياته
عرف بصوته الأجش وإتقان أدوار الشر، كانت بدايته مع فيلم الأرض للمخرج يوسف شاهين ومثل في معظم أفلام شاهين اللاحقة حتى وفاته. اعتقل في الستينات في قضية قلب نظام الحكم. تزوج من خضرة محمد، أنجبت منه 3 أولاد و3 بنات ورحل في أواخر الثمانينات.

### بدايته مع يوسف شاهين
خريج معهد التمثيل وكان يعمل مهندسآ وكان في زياره أحد الأشخاص وتصادف وجود يوسف شاهين الذي ما ان راه حتى صرخ «اهلا يا دياب» (اسم إحدى شخصيات فيلم الأرض) وأخذه ليعمل في الفيلم دون أن يعرف عن فن التمثيل شيئا. وما ان انتهى من اللقطة الأولى حتى سأله زملاءه عن سنة تخرجه من معهد التمثيل واستغربوا حين علموا أنها المرة الأولى التي يمثل فيها كمحترف. وقد سبق له التمثيل كهاو في معتقل الواحات في الفترة التي سجن فيها في قضية قلب نظام الحكم وقد زامل في المعتقل عدد من المفكرين والأدباء المصريين الكبار.
وكان متديناً جداً.
وتمتد عائلته إلى الأشراف، ورغم ادوار الشر إلا أنه في الحقيقة كان هادئ الطبع وطيب القلب

## أعماله

### أفلام
- مين فينا الحرامي.
- خلي بالك من جيرانك.
- نوع من النساء.
- العذاب امراة.
- كله تمام.
- (1986) : الكيف. ضيف شرف - سائق التاكسي
- (1986) : كراكون في الشارع.
- (1985) : وداعاً بونابارت.
- (1984) : واحدة بواحدة.
- (1984) : اخر الرجال المحترمين. المعلم برغوت
- (1984) : المحظوظ .
- (1984) : فتوة الناس الغلابة . المعلم سيد الجزار
- (1983) : الأفوكاتو. عبد الجبار السجان
- (1983) : المتسول. رئيس المتسولين
- (1983) : حب في الزنزانة. شمشون
- (1983) : مسعود سعيد ليه . المعلم متولي
- (1982) : عصابة حمادة وتوتو.
- (1982) : غريب في بيتى. ضيف شرف
- (1982) أمهات في المنفى - قفة
- (1981) : المشبوه. افيونه
- (1981) : زيارة سرية
- (1981) : الإنسان يعيش مرة واحدة.دور بكري الصعيدي
- (1980) : شعبان تحت الصفر - دور مدير الإصلاح الزراعي
- (1979) : رجب فوق صفيح ساخن.
- (1977) : أفواه وأرانب.
- (1976) : عودة الابن الضال.
- (1975) : يوم الأحد الدامي.
- (1975) : الكرنك.
- (1975) : الكداب.
- (1975) : على من نطلق الرصاص.
- (1973) : ليل وقضبان.
- (1972) : العصفور. الشيخ أحمد
- (1972) : صور ممنوعة.
- (1971) : فجر الإسلام.
- (1970) : الأرض. دياب

### مسلسلات
- أحلام الفتى الطائر
- الباحثة
- دموع في عيون وقحة ( المعلم صاحب القهوة )
- الايام عن قصه حياة عميد الأدب العربي طه حسين ولعب فيه دور شيخ الكتاب

## روابط خارجية
- علي الشريف على موقع IMDb (الإنجليزية)
- علي الشريف على موقع قاعدة بيانات الأفلام العربية
- علي الشريف على موقع قاعدة بيانات الفيلم (الإنجليزية)